# Euceros madecassus
Euceros madecassus là một loài tò vò trong họ Ichneumonidae.